# Phúc An, Ninh Đức
Phúc An (chữ Hán giản thể: 福安市) là một thành phố cấp huyện thuộc địa cấp thị Ninh Đức, tỉnh Phúc Kiến, Cộng hòa Nhân dân Trung Hoa. Thành phố này có diện tích 1880,1 km2, dân số khoảng 600.000 người. Về mặt hành chính, thành phố này được chia thành 3 nhai đạo, 11 trấn, 4 hương và 3 hương dân tộc.
- Nhai đạo: Dương Đầu, Thành Bắc, Thành Nam.
- Trấn: Trại Ký, Miên Dương, Cam Đường, Hạ Bạch Thạch, Khê Binh, Thượng Bạch Thạch, Xã Khẩu, Đàm Đầu, Hiểu Dương, Khê Vĩ, Khê Đàm.
- Hương: Thành Dương, Phạm Hàng, Loan Ổ, Tùng La.
- Hương dân tộc Dư: Bản Trung, Miên Vân, Khang Thố.